# Janduhy Finizola
Janduhy Finizola da Cunha (Jardim do Seridó, 22 de abril de 1931 – Caruaru, 14 de setembro de 2024) foi um médico escritor e compositor brasileiro.

## Biografia
Nascido em Jardim do Seridó, mudou-se para o Recife, onde cursou medicina na Faculdade de Medicina da UFPE, formando-se em 1957.
Mudou-se para Caruaru em 1960, onde fixou residência e montou sua clínica.
Já em 1960 iniciou sua carreira como compositor.
Seu trabalho musical mais famoso é a trilha sonora da Missa do vaqueiro, que foi solicitada pelo cantor e compositor Luiz Gonzaga, que o apelidou de "Doutor do baião"

## Medicina
- 1957 - Formou-se médico pela Faculdade de Medicina da então Universidade do Recife[1][2];
- 1958 - Especialização em aparelho digestivo no Rio de Janeiro[2][5];
- 1960 - Iniciou sua profissão de médico no Hospital São Sebastião, em Caruaru[nota 1];

## Música
- 1960 - Iniciou sua carreira de compositor. [2]

São de sua autoria várias composições, tais como Bananeira mangará, Ana Maria, Balanço balanceá e muitas outras.
- 1975 - Compôs a trilha sonora da Missa do vaqueiro, por solicitação de Luiz Gonzaga.[6][5][7][3]

Suas composições foram interpretadas por diversos cantores e conjuntos musicais, entre eles: Santanna, Quinteto Violado, Luiz Gonzaga, Ruy Maurity, Dominguinhos, Orquestra Metalúrgica Filipéia, Cezzinha, Genival Lacerda, Paulo Diniz, Jorge de Altinho, Marinês, Flávio José, Renato Fechine, Alcimar Monteiro, Petrúcio Amorim etc.
Também compôs em parceria com: Dominguinhos, Onildo Almeida, Jacinto Silva, Luiz Gonzaga etc.
De Luiz Gonzaga recebeu o apelido de Doutor do Forró, em razão de sua contribuição para esse estilo musical.

## Literatura

### Livros publicados
- Rezas de sol para a Missa do Vaqueiro - 1976[nota 2]
- Oficina de infinitos - Recife: Bagaço, 2004, 72 pág. ISBN 85-7409-649-8 (Poemas)
- Sementes - Recife: Bagaço, 2006, 80 pág. ISBN 85-373-0177-9 (Poemas)
- Espaço da palavra - Recife: Bagaço, 2011, 71 pág. ISBN 978-85-373-0880-6 (Poemas)

### Participação associativa
- Sociedade Brasileira de Médicos Escritores - Regional Pernambuco - membro titular - ingresso em 2009.

## Premiações
- 2013 - Cidadão pernambucano[5].